# Death Penalty
Death Penalty é o álbum de estreia do Witchfinder General. Foi lançado em 1982 pela Heavy Metal Records. O álbum recebeu algumas críticas pela mulher semi-nua na capa. Foi lançado originalmente em LP e Picture Disc.
| Críticas profissionais                                                      | Críticas profissionais |
| Avaliações da crítica                                                       | Avaliações da crítica  |
| Fonte                                                                       | Avaliação              |
| --------------------------------------------------------------------------- | ---------------------- |
| All Music Guide                                                             | (sem nota)             |
| Kerrang!                                                                    | (sem nota)             |
| Esta tabela precisa de ser acompanhada por texto em prosa. Consulte o guia. |                        |

## Faixas
1. "Invisible Hate" – 6:05
2. "Free Country" – 3:10
3. "Death Penalty" – 5:35
4. "No Stayer" – 4:25
5. "Witchfinder General" – 3:51
6. "Burning a Sinner" – 3:28
7. "R.I.P." – 4:04

## Créditos
- Zeeb Parkes - Vocais
- Phil Cope - Guitarra e Baixo (Baixo foi creditado para Wolfy Trope)
- Steve Kinsell - Bateria (como Kid Rimple)